# Erich Leibenguth
Erich Leibenguth (Wellesweiler, 19 marzo 1917 – 2 giugno 2005) è stato un calciatore tedesco, di ruolo attaccante.

## Carriera

### Club
Tra il 1950 e il 1952 giocò nel Borussia Neunkirchen

### Nazionale
Tra il 1950 e il 1952 fu convocato dalla nazionale della Saar, con cui giocò in 5 occasioni andando a segno 5 volte, con una media reti/partita pari a 1.

## Statistiche

### Presenze e reti nei club
| Stagione                    | Squadra                     | Campionato                  | Campionato | Campionato | Coppe nazionali | Coppe nazionali | Coppe nazionali | Coppe internazionali | Coppe internazionali | Coppe internazionali | Altre coppe | Altre coppe | Altre coppe | Totale | Totale |
| Stagione                    | Squadra                     | Comp                        | Pres       | Reti       | Comp            | Pres            | Reti            | Comp                 | Pres                 | Reti                 | Comp        | Pres        | Reti        | Pres   | Reti   |
| --------------------------- | --------------------------- | --------------------------- | ---------- | ---------- | --------------- | --------------- | --------------- | -------------------- | -------------------- | -------------------- | ----------- | ----------- | ----------- | ------ | ------ |
| 1950-1951                   | Borussia Neunkirchen        | OS                          | ?          | ?          | -               | -               | -               | -                    | -                    | -                    | -           | -           | -           | ?      | ?      |
| 1951-1952                   | Borussia Neunkirchen        | OS                          | ?          | ?          | -               | -               | -               | -                    | -                    | -                    | -           | -           | -           | ?      | ?      |
| 1952-1953                   | Borussia Neunkirchen        | OS                          | ?          | ?          | -               | -               | -               | -                    | -                    | -                    | -           | -           | -           | ?      | ?      |
| Totale Borussia Neunkirchen | Totale Borussia Neunkirchen | Totale Borussia Neunkirchen | ?          | ?          |                 | -               | -               |                      | -                    | -                    |             | -           | -           | ?      | ?      |
| Totale carriera             | Totale carriera             | Totale carriera             | ?          | ?          |                 | -               | -               |                      | -                    | -                    |             | -           | -           | ?      | ?      |

### Cronologia presenze e reti in nazionale
| Cronologia completa delle presenze e delle reti in nazionale ― Saar | Cronologia completa delle presenze e delle reti in nazionale ― Saar | Cronologia completa delle presenze e delle reti in nazionale ― Saar | Cronologia completa delle presenze e delle reti in nazionale ― Saar | Cronologia completa delle presenze e delle reti in nazionale ― Saar | Cronologia completa delle presenze e delle reti in nazionale ― Saar | Cronologia completa delle presenze e delle reti in nazionale ― Saar | Cronologia completa delle presenze e delle reti in nazionale ― Saar |
| Data                                                                | Città                                                               | In casa                                                             | Risultato                                                           | Ospiti                                                              | Competizione                                                        | Reti                                                                | Note                                                                |
| ------------------------------------------------------------------- | ------------------------------------------------------------------- | ------------------------------------------------------------------- | ------------------------------------------------------------------- | ------------------------------------------------------------------- | ------------------------------------------------------------------- | ------------------------------------------------------------------- | ------------------------------------------------------------------- |
| 22/11/1950                                                          | Saarbrücken                                                         | Saar                                                                | 5 – 3                                                               | Svizzera                                                            | Amichevole                                                          | 2                                                                   |                                                                     |
| 27/05/1951                                                          | Saarbrücken                                                         | Saar                                                                | 3 – 2                                                               | Austria                                                             | Amichevole                                                          | 2                                                                   |                                                                     |
| 15/09/1951                                                          | Berna                                                               | Svizzera                                                            | 2 – 5                                                               | Saar                                                                | Amichevole                                                          | 1                                                                   |                                                                     |
| 14/10/1951                                                          | Vienna                                                              | Austria                                                             | 4 – 1                                                               | Saar                                                                | Amichevole                                                          | -                                                                   |                                                                     |
| 20/04/1952                                                          | Saarbrücken                                                         | Saar                                                                | 0 – 1                                                               | Francia                                                             | Amichevole                                                          | -                                                                   |                                                                     |
| Totale                                                              |                                                                     | Presenze                                                            | 5                                                                   |                                                                     | Reti                                                                | 5                                                                   |                                                                     |